# Хванете Папи
„Хванете Папи“ (на английски: Chasing Papi) е американска комедия от 2003 година на режисьорката Линда Мендоза (в нейния режисьорски дебют). Във филма участват Роселин Санчес, София Вергара, Джаси Веласкес и Едуардо Верастеги.